# Закон Сарбейнза — Оксли

30 июля 2002 года президент США Буш подписал Закон Сарбейнза — Оксли (англ. Sarbanes-Oxley Act, SOX), который представляет собой одно из самых значительных событий по изменению федерального законодательства США по ценным бумагам за последние 60 лет. Закон значительно ужесточает требования к финансовой отчётности и к процессу её подготовки — результат многочисленных корпоративных скандалов, связанных с недобросовестными менеджерами крупных корпораций.

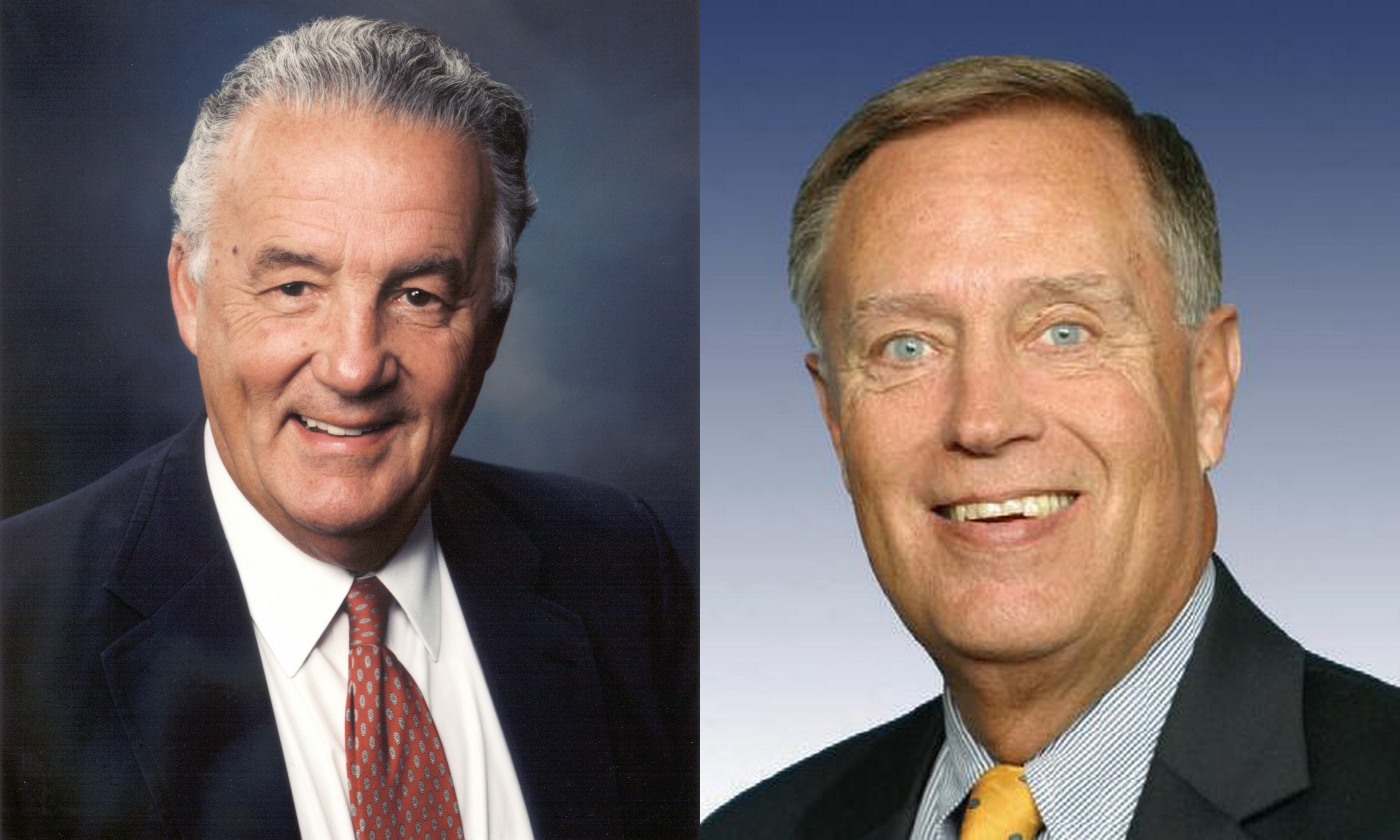
Разработчики и инициаторы закона сенатор—демократ от штата Мэриленд Пол Сарбейнз и член Палаты представителей—республиканец от штата Огайо Майк Оксли (англ.)

## Сфера использования
Закон применяется для всех эмитентов («issuers») — для всех компаний, ценные бумаги которых зарегистрированы Комиссией по ценным бумагам и биржам США (SEC) — вне зависимости от места регистрации и деятельности компании. То есть, вне зависимости от того, торгуются ли ценные бумаги на Нью-Йоркской фондовой бирже, NASDAQ, или на любой другой американской бирже, зарегистрированы ли в качестве долговых обязательств в США (с листингом или без него), принадлежат ли компании, проходящей регистрацию для выпуска ценных бумаг в США.

## Общая характеристика
В соответствии с Законом, для акционерных обществ открытого типа:
- создается новый режим контроля и регулирования финансовой деятельности;
- происходят существенные изменения в области управления и требований к раскрытию информации

Закон, получивший название от имен создателей — сенатора Пола Сарбейнза (демократическая партия, шт. Мэрилэнд) и члена палаты представителей Майкла Оксли (англ., республиканская партия, шт. Огайо) — состоит из 11 разделов. Рассматриваются вопросы независимости аудиторов, корпоративной ответственности, полной финансовой прозрачности, конфликта интересов, корпоративной финансовой отчетности и др.
Согласно положениям Закона, в каждой публичной компании должен быть создан Комитет по аудиту.

### Кодекс корпоративного поведения
Кодекс корпоративного поведения (Статья 406) — это набор стандартов, которые предназначены для противодействия злоупотреблениям и продвижения ряда принципов честного ведения бизнеса. Каждый эмитент в своих периодических отчетах должен указывать на то, что он принял Кодекс корпоративного поведения для высших
финансовых сотрудников компании. Предполагается расширить это положение и на другое руководство. При изменении положений Кодекса необходимо немедленно
сообщать об этом.

### Подписание всех докладов в Комиссию по ценным бумагам и фондовым рынкам США исполнительным директором (СЕО) и финансовым директором (CFO)
Статьёй 906 Закона предусматривается подписание руководителями эмитента всех периодических докладов в Комиссию, включающих финансовые отчеты. Директора должны подтвердить, что представляемые отчеты «полностью соответствуют» требованиям SEC, а представленная в них информация «справедливо отражает во всех существенных аспектах финансовое состояние и результаты работы эмитента».
Этой же статьёй за нарушение порядка предусматривается уголовная ответственность — штраф от 1 до 5 млн долларов и тюремное заключение от 10 до 20 лет.

### Запрет предоставления займов и ссуд директорам и должностным лицам компании
Статьёй 402 Закона американским и иностранным компаниям, работающим на фондовом рынке США (а также проходящим регистрацию в SEC для первичного публичного размещения) запрещается предоставлять большинство личных ссуд (personal loans) директорам и должностным лицам компании, кроме отдельных потребительских и жилищных займов, которые американские банки и брокеры (дилеры) могут при определенных условиях предоставлять своим сотрудникам. («Авансовые платежи для ведения бизнеса» считаются допустимыми, так как не являются «личной ссудой»)

### Лишение директоров и должностных лиц компании права на поощрительные вознаграждения или ценные бумаги
В том случае, если компания вынуждена будет представить повторный финансовый отчет вследствие «существенного несоответствия эмитента любому из требований финансовой отчетности, проявившегося в результате должностного
преступления» — её Главный исполнительный директор (CEO), а также Главный финансовый директор (CFO) лишаются права на поощрительные вознаграждения* или ценные бумаги, а также на доходы от продаж ценных бумаг эмитента — в течение 12 месяцев со дня опубликования повторного финансового отчета (Статья 304 Закона).
В том случае, если указанные должностные лица за период 12 месяцев после опубликования или подачи документа в SEC уже получили перечисленные вознаграждения, они обязаны вернуть их эмитенту.

### Неподобающее влияние на аудиторов
Запрещается любому сотруднику или директору (или любому другому человеку, действующему по их указанию) предпринимать любые действия по воздействию путём обмана, принуждать, манипулировать или вводить в заблуждение аудиторов с целью получения аудиторских финансовых заключений, имеющих существенные искажения действительности. (Статья 303)

### Защита информаторов
Корпоративные информаторы (whistle blowers) (сотрудники, которые сообщают о недостатках в работе компании) получают существенную защиту от мер возмездия со стороны руководства компании. (Статьи 806, 1107)

### Сокращение времени для предоставления отчетов
В соответствии со Статьёй 403 закона, директора, должностные лица компании, а также акционеры, владеющие более 10 % акций, обязаны предоставлять отчёт о всех операциях с акциями (Форма 4) на второй рабочий день после завершения этих операций. Эти отчеты (начиная с 30 августа 2003 г.) должны представляться
в SEC в электронном виде и выкладываться на интернет-сайт компании.

### Надзор за ведением бухгалтерии и аудит
В соответствии с Законом создан «Наблюдательный совет по ведению финансовой отчетности публичных компаний» (статьи 101—109)

### Новая роль для аудиторов и Комитетов по аудиту
- Аудиторы подчиняются и докладывают свои результаты не руководству компании, а Комитету по аудиту
- Комитет по аудиту обязан предварительно одобрить все услуги (аудиторские и не аудиторские) которые предоставляются аудиторской компанией.
- Аудитор обязан докладывать Комитету по аудиту всю новую информацию:

основные положения бухгалтерского учета, которые будут использоваться при аудите, различные варианты оценки финансовой информации по GAAP, которые обсуждались руководством компании, расхождения в мнениях по финансовому учету, которые выявились между аудитором и руководством компании, а также все другие важные моменты общения аудиторов с руководством
- Ведущий партнер по аудиту и его партнер по подготовке заключения должны для каждой публичной компании заменяться через 5 лет
- Бухгалтерская фирма не может осуществлять аудит для публичной компании в том случае, если один из её руководителей (CEO, CFO, главный бухгалтер) работал в фирме и осуществлял аудит компании в течение последнего года

## Проблемы
Подтверждение о корректности со стороны менеджмента компании не может быть одномоментным и требует значительных усилий со стороны всей компании, а не только подразделений, отвечающих за подготовку финансовой отчетности.
В целом, не стоит воспринимать SOX, как проект. Это процесс, требующий «приведения в порядок» всех сфер деятельности компании, которые имеют отношение к подготовке финансовой отчетности.